# Melnik
Melnik (bulharsky Мелник, řecky Μελένικο, Meleniko) je co do počtu obyvatel nejmenší bulharské město. Leží 21 km jihovýchodně od města Sandanski, v Blagoevgradské oblasti poblíž hranic s Řeckem. Je mimořádnou architektonickou rezervací s 96 domy prohlášenými za kulturní památku, ukrytou mezi svahy v podhůří Pirinu, tvořenými pískovcovými a slepencovými usazeninami, modelovanými erozí do výrazných geomorfologických tvarů. Ve městě žije 256 obyvatel.

## Historie
Historie města sahá do prvního století před naším letopočtem. Svůj název nese od 6. století. V době První bulharské říše střežil hrad křižovatku obchodní cesty ze Soluně do Serdiky, dnešní Sofie. První písemná zmínka o něm je z 11. století, kdy se stal po bitvě u Belasice součástí Byzantské říše. Podle cestopisu Al-Idrísího z 12. století se jednalo o proslulou pevnost s okolními vesnicemi a obhospodařovanými poli. V letech 1215–1230 zde zřídil sídlo svého dvora despota Alexij Slav. V polovině 14. století se stal na 15 let součástí Srbska Štěpána Dušana.
Pod nadvládou Osmanské říše, pod kterou bylo od roku 1395, ztratilo město obchodní význam pohraniční pevnosti, nicméně Evlija Čelebi ho v 17. století popisuje jako město s jednopatrovými a dvoupatrovými kamennými domy, které udržuje obchodní styk na velké vzdálenosti. Počátkem 19. století zde bylo 70 kostelů, 4 kláštery a 3 chlapecké školy. Ukrajinský cestovatel Viktor Grigorovič v roce 1845 zaznamenal, že obyvatelé mluví řecky, a podobný poznatek měli američtí misionáři, kteří město navštívili v roce 1862. Při sčítání v roce 1873 zde bylo zaznamenáno 1030 domácností, 650 muslimů, 2000 Bulharů a 560 Řeků, přičemž se sčítali jen muži. Podle Vasila Kănčova tu v roce 1900 žilo 4330 obyvatel, z toho 560 bulharských křesťanů, 950 Turků, 2650 Řeků, 30 Arumunů a 200 Cikánů. Město se stalo součástí Bulharska během první balkánské války, když do něj 17. října 1912 vstoupila bulharská vojska. Po druhé balkánské válce bylo turecké obyvatelstvo vyhnáno a řecké obyvatelstvo vyměněno za bulharské utečence především z Makedonie, takže zde bylo v roce 1916 odhadováno 10 tisíc obyvatel.
Dnes je se svými necelými 200 obyvateli nejmenším městem v Bulharsku. Status města si dodnes drží z historických důvodů.

## Obyvatelstvo
K 15. září 2024 ve městě žilo 250 obyvatel a bylo zde trvale hlášeno 176 obyvatel. Podle sčítání 1. února 2011 byli všichni obyvatelé Bulhaři.

## Památky a vinařství
Díky své jedinečné architektuře a nedalekému Roženskému klášteru, vzdálenému 6 km severovýchodním směrem od města, je Melnik cílem bulharských i zahraničních turistů. Je též spojován s působivými přirozenými pískovými pyramidami, jež připomínají obří houby, pradávné věže a obelisky a nacházejí se na území o velikosti 17 km2 mezi Melnikem, Kurlanovem a Roženem.
Melnik je též proslulý svou vinohradnickou tradicí sahající až do roku 1346. Z hroznů zdejší révy Melnik se připravují robustní, temně zbarvená červená vína.
K pamětihodnostem města patří Byzantský dům, jedna z nejstarších civilních staveb na Balkáně postavená pravděpodobně ve 12. či 13. století jako bulharská pevnost. Kordopulovský dům pojmenovaný po obchodníkovi Manolu Kordopulovi, jemuž kdysi patřil. V domě je jeden z největších vinných sklepů v Melniku. Dále Pašovský dům z roku 1815, v němž je umístěno zdejší historické muzeum, a takzvaný Pašův dům postavený Ibrahimem bejem, jedním z nejbohatších bejů na Balkáně v době Osmanské říše.
Za návštěvu stojí i zdejší staré kostely, například kostel sv. Mikuláše postavený v 13. století, kostel svatých Petra a Pavla (1840), kostel sv. Mikuláše Divotvorce (1756) a kostel sv. Antonína.